# U-Bahnhof Rudolfplatz
Der U-Bahnhof Rudolfplatz ist eine Station der Stadtbahn Köln. Der im Stadtbezirk Innenstadt gelegene U-Bahnhof wird von den Linien 12 und 15 der Kölner Verkehrsbetriebe bedient. Er wurde im Jahr 1987 eröffnet und verfügt über zwei Gleise. Der Ein- und Ausstieg wird über Seitenbahnsteige abgewickelt. Oberirdisch bestehen außerdem Umsteigemöglichkeiten zu den Linien 1 und 7.

## Lage
Der U-Bahnhof liegt unter dem Rudolfplatz, der Kreuzung des Habsburgerrings mit der Richard-Wagner-Straße und der Aachener Straße. Stadteinwärts vereinigen sich dort die beiden Straßen zur Hahnenstraße. Über der Station befindet sich in unmittelbarer Nähe das Hahnentor, das westliche Stadttor der mittelalterlichen Kölner Stadtmauer.

## Geschichte
Durch seine Lage am Stadttor zur Via Belgica war der Rudolfplatz schon vor seiner Schaffung von großer Bedeutung für den Verkehr in und nach Köln gewesen. Bereits 1877 verkehrte hier die erste Pferdebahn Kölns. Mit der Schleifung der Stadtmauer und der Anlage der Ringstraße ab 1881 entstand der heutige Platz. Benannt ist er nach dem ersten römisch-deutschen König des Hauses Habsburg, Rudolf I.
Im Straßenbahnnetz hatte der Rudolfplatz stets Bedeutung als Knotenpunkt zur Verknüpfung der Strecken entlang der Ringe und der Aachener Straße.
In den 1980er Jahren wurde ein Tunnel entlang der Ringe gebaut, um zusätzlichen Raum an der Oberfläche zu schaffen. Der Tunnel und mit ihm der U-Bahnhof Rudolfplatz wurden am 31. Oktober 1987 eröffnet.
Die oberirdische Haltestelle im Zuge der Aachener Straße wurde  1995 umgebaut, um in die neuen Niederflurstraßenbahnen einen barrierefreien Einstieg zu gewährleisten.

## Gestaltung
Der U-Bahnhof umfasst eine Bahnsteigebene mit darüber gelegener Verteilerebene. Von der Verteilerebene führen Treppen zu den Haltestellen der oberirdisch verkehrenden Stadtbahnlinien. Die Bahnsteige stadtauswärts liegen am Hahnentor an der Aachener Straße, die stadteinwärts an der Richard Wagner-Straße. An den gleichen Bahnsteigen halten auch die Busse der KVB. In der Verteilerebene gibt es öffentliche Toiletten, einen Kiosk und ein Stehcafé.
Die einzelnen Ebenen des U-Bahnhofs sind durch Rolltreppen, feste Treppen und zwei Aufzüge miteinander verbunden.
Die gesamte Station ist entsprechend dem damaligen Kölner Standard farbig gekachelt, wobei die Gestaltung im Vergleich zu den älteren Bauten bereits etwas aufwendiger ist. Am Bahnsteig Richtung Norden befindet sich ein Deckendurchbruch in die Verteilerebene. In diesem Bereich ist die Wand verspiegelt und mit einem stilisierten Stadttor versehen.

## Vorleistungen
Die Bahnsteige befinden sich 35 Zentimeter über der Schienenoberkante, die Station ist jedoch für den Betrieb mit 90 Zentimeter hohen Stadtbahnwagen ausgelegt. Daher enden alle Rolltreppen auf dieser Höhe, das eigentliche Bahnsteigniveau wird durch drei  weitere Stufen erreicht. Mit der dauerhaften Umstellung der Ringe-Linien auf Niederflurbetrieb ist eine Bahnsteiganhebung nicht mehr geplant.
Die Statik des Haltestellenbauwerks ist für eine spätere Unterquerung durch eine Ost-West Stadtbahn vorbereitet, konkrete bauliche Vorleistungen existieren nicht. Das Projekt ist verkehrspolitisch seit Jahrzehnten umstritten und eine Umsetzung mittelfristig nicht zu erwarten. Durch Änderungen der technischen Anforderungen an Bauwerke wie den U-Bahnhof könnte ein Tunnel der Ost-West-Stadtbahn um die bestehende Haltestelle herumgeführt werden müssen.
Der U-Bahnhof Rudolfplatz wurde, ebenso wie der benachbarte U-Bahnhof Friesenplatz, im Zuge des Kalten Kriegs als Atombunker angelegt.
Nach Beschluss zum Bau der unterirdischen Variante der Ost-West-Stadtbahn wird der Tunnel zum neuen U-Bahnhof Moltkestraße und in Richtung Westen gesehen nach diesem die Strecke wieder auf die Straße bringen.

## Linien
| Linie | Verlauf | Takt                                                               |
| ----- | --- | ------------------------------------------------------------------ |
| 1     | Weiden West – Junkersdorf – Rheinenergiestadion – Müngersdorf – Braunsfeld – Aachener Str./Gürtel – Moltkestraße – Rudolfplatz – Neumarkt – Heumarkt – U Bf. Deutz/Messe – U Deutz Technische Hochschule – U Kalk Post – U Kalk Kapelle – U Fuldaer Straße – U Sportpark Höhenberg – Merheim – Brück – Lustheide – Refrath – Kippekausen – Frankenforst – Neuenweg – Kölner Str. – Im Hoppenkamp – U Bensberg | 10 min                                                             |
| 7     | Frechen-Benzelrath – Frechen – Marsdorf – Lindenthal – Aachener Str./Gürtel – Moltkestraße – Rudolfplatz – Neumarkt – Heumarkt – Poll – Westhoven – Ensen – Porz Markt – Zündorf | 10/20 min (Benzelrath–Aachener Str.) 10 min (Aachener Str–Zündorf) |
| 12    | Merkenich – Niehl Nord – Weidenpesch – U Neusser Straße/Gürtel – U Florastraße – U Lohsestraße – U Ebertplatz – U Hansaring – U Christophstraße/Mediapark – U Friesenplatz – U Rudolfplatz – Zülpicher Platz – Barbarossaplatz – Zollstock | 10 min                                                             |
| 15    | Chorweiler – Heimersdorf – Longerich – Weidenpesch – U Neusser Straße/Gürtel – U Florastraße – U Lohsestraße – U Ebertplatz – U Hansaring – U Christophstraße/Mediapark – U Friesenplatz – U Rudolfplatz – Zülpicher Platz – Barbarossaplatz – Chlodwigplatz – Ubierring | 10 min                                                             |